# Thám tử lừng danh Conan: Hoa hướng dương rực lửa
Thám tử lừng danh Conan: Hoa hướng dương rực lửa (名探偵コナン 業火の向日葵 Meitantei Konan: Gōka no Himawari) là một bộ phim anime Nhật Bản năm 2015 của đạo diễn Shizuno Kobun và là phần phim điện ảnh thứ 19 dựa trên loạt anime và manga Thám tử lừng danh Conan. Phim được khởi chiếu ở Nhật vào ngày 18 tháng 4 năm 2015. Đây là bộ phim có doanh thu cao nhất trong tất cả các phim (đến năm 2015). Tại Việt Nam, phim được sóng trên kênh HTV3 vào ngày 9 tháng 4 năm 2017.

## Phân vai
| Nhân vật            | Diễn viên lồng tiếng | Diễn viên lồng tiếng |
| Nhân vật            | Nhật Bản             | Việt Nam             |
| ------------------- | -------------------- | -------------------- |
| Edogawa Conan       | Takayama Minami      | Hoàng Khuyết         |
| Kudo Shinichi       | Yamaguchi Kappei     | Nhất Duy             |
| Kaito Kid           | Yamaguchi Kappei     | Minh Vũ              |
| Nakamori Ginzo      | Ishizuka Unshō       | Kim Anh              |
| Mouri Ran           | Yamazaki Wakana      | Thúy Hằng            |
| Mouri Kogoro        | Koyama Rikiya        | Trần Vũ              |
| Suzuki Sonoko       | Matsui Naoko         | Ngọc Quyên           |
| Tiến sĩ Agasa       | Ogata Kenichi        | Chơn Nhơn            |
| Haibara Ai          | Hayashibara Megumi   | Ái Phương            |
| Yoshida Ayumi       | Iwai Yukiko          | Kim Ngọc             |
| Tsuburaya Mitsuhiko | Ōtani Ikue           | Chánh Tín            |
| Kojima Genta        | Takagi Wataru        | Thiện Trung          |
| Thanh tra Megure    | Chafurin             | Trí Luân             |
| Suzuki Jirokichi    | Tomita Kosei         | Tất My Ly            |
| Keiko Anderson      | Sakakibara Yoshiko   | Huyền Trang          |
| Miyadai Natsumi     | Eikura Nana          | Linh Phương          |
| Azuma Kouji         | Isobe Hiroshi        | Quang Tuyên          |
| Kishi Kumiko        | Yukana               | Tuyết Nhung          |
| Ishimine Taizou     | Hoki Katsuhisa       | Tấn Phong            |
| Charlie             | Sakuya Shunsuke      | Tuấn Anh             |
| Haraguchi Hideo     | Shibata Hidekatsu    | Hạnh Phúc            |
| Umeno               | Sawada Toshiko       | Kiều Oanh            |

## Nội dung

Logo phim trên HTV3

Bức tranh "Hoa Hướng Dương" của Vincent van Gogh (Arles) được xuất hiện trong phiên đấu giá, ông Jirokichi Suzuki mua bức tranh này với giá 300 triệu USD (gần 7 nghìn tỷ VNĐ) và nhận được thẻ Kid lần thứ 1. Bức tranh này chủ yếu cùng tập hợp 6 bức tranh khác để tổ chức lễ trưng bày 1 tháng của ông tại Nhật (6 bức khác hiện có hiện tại đang trưng bày các quốc gia khác). Phục vụ và trách nhiệm này ông Jirokichi đã thuê 7 samurai là các chuyên gia (bao gồm ông Mori Kogoro). Trong chuyến bay vận chuyển bức ''Hoa Hướng Dương" (cụ thể gọi là bức thứ 2/7 sau này), máy bay đã bị tấn công bởi 1 quả bom, chưa rõ ai đặt. Bức tranh rơi ra ngoài và được Kuroba Kaito (Kaitou Kid) mang đi và trả lại ngay sau đó trên sân thượng toà nhà. Tiếp theo nhận được thẻ Kid lần thứ 2 qua ông Mori, nội dung là sẽ lấy bức tranh thứ 2. Nhưng trong lúc suy luận thì nhận thẻ Kid lần 3 - tôi đã lấy bức tranh thứ 2 - họ tưởng rằng bức đang đóng gói là giả nên đi giám định. Trong lúc giám định Kid đã cải trang thành bảo vệ, lấy đi bức tranh thứ 2 kèm thẻ Kid thứ 4 nói rằng đặt 10 tỉ yên trên giường 1 phòng khách sạn khác và sẽ trả lại. Căn phòng bị nổ tung cửa kính và tiền bay lung linh trên bầu trời, kì lạ thay, bức tranh được đặt trên đầu giường.
Trước ngày khai trương triển lãm nhận thẻ Kid thứ 5 cùng một món quà chứa lửa khói bị chú chó Lupin phát hiện, dập tắt bởi 1 samurai. Ngày khai trương đã đến, Kid cải trang thành Kudo Shinichi và nhắn gửi thẻ Kid thứ 6 với mật mã toán khó hiểu. Thì ra đó là nhắn nhủ có một người phản bội trong 7 Samurai. Azuma Koiji đã kể lịch sử bức thứ 2 và đó là tranh của Ashiya không phải của Van Gogh. Người phản bội đã thiêu rụi nơi triển lãm cùng 7 bức tranh và 6 bức tranh đã được an toàn nhưng tranh thứ 2 bị kẹt, được Kid, Conan và Ran nên mới đóng gói về khu an toàn. Tuy nhiên do hỏng hệ thống, cuộc vận chuyển đã dừng lại, và cả ba bị rớt xuống tầng thấp nhất, Conan vạch trần hung thủ đó là Natsumi. Lở đất đã xảy ra, Kid ôm Ran ra ngoài thành công, Conan bị mắc kẹt cùng bức tranh thứ 2. Nhờ trọng lượng nhẹ và cú sút bóng của Conan, Conan được giải thoát cùng bức tranh.
Câu chuyện kết thúc khi ông tiến sĩ Agasa mất tấm vé tham quan triển lãm và cùng thẻ Kid thứ 7.

## Âm nhạc
"Oh! Rival"
- Trình bày : Porno Graffitti

- Phát hành : 2015

- Hãng thu âm : SME Records

## Phòng vé
Phim được công chiếu ở 349 cụm rạp trong ngày đầu 18 và 19 tháng 4 năm 2015 phim thu về 874.762.000 Yên từ 688.623 nghìn người xem đứng vị trí thứ hai trên bảng xếp hạng phòng vé. Theo một cuộc khảo sát của Pia về mức độ hài lòng của khán giả về phim phim nhận được 91.0điểm xếp hạng 4。
Qua 7 ngày phim thu hút 100 triệu lượt người xem。
Qua 19 ngày phim thu hút 2.829.564 lượt người xem, doanh thu ước đạt 3.515.095.400 Yên。
Sau 37 ngày đến ngày 24 tháng 5 tổng doanh thu đạt 4.148.389.300 Yên.